# Espen Lervaag
Espen Petrus Andersen Lervaag, född 10 juli 1977 i Hurum i Buskerud, är en norsk manusförfattare, skådespelare och komiker.
Han har arbetat som textförfattare för flera humorprogram, bland annat Torsdag kveld fra Nydalen, ELSE och 20.00 med Raske Menn. Han har även varit textförfattare för Thomas Giertsen, konceptutvecklare för Gullfisken och manusförfattare för Side3s web-serie All in i Las Vegas.
Lervaag har även arbetat framför kameran, bland annat som skådespelare i All in i Las Vegas, som bisittare i ELSE (säsong 2) och som skådespelare i Maniac (2016). 2017 hade han premiär av sitt program Idag med Espen PA Lervaag på Viafree.